# Batha Este
Batha Este es uno de los tres departamentos que conforman la región de Batha en Chad. Su capital es Oum Hadjer. 
El departamento está dividido en cuatro subprefecturas:
- Oum Hadjer
- Assinet
- Haraze Djombo Kibet
- Am Sack